# Roland Putsche
Roland Putsche (* 22. März 1991 in Klagenfurt am Wörthersee) ist ein österreichischer Fußballspieler auf der Position eines Mittelfeldspielers.

## Karriere

### Jugend
Putsche begann seine aktive Karriere als Fußballspieler Mitte Mai 1997 im Nachwuchs seines Heimatvereins, dem SV Haimburg, in der zu Völkermarkt gehörenden Ortschaft Haimburg. Dort war er bis 2001 in verschiedenen Jugendspielklassen im Einsatz und wechselte Mitte August 2001 als Kooperationsspieler in die Jugendabteilung des SV Griffen in die Marktgemeinde Griffen, die ebenfalls im Bezirk Völkermarkt liegt.
Bei den Jauntalern verbrachte er einige Jahre im Nachwuchs und wechselte danach im August 2005, erneut als Kooperationsakteur, in die Jugend des ehemals erfolgreichen FC Kärnten. Während des Niedergangs des FC Kärnten aber noch vor dem völligen finanziellen Ruin beschloss Putsche zum erneuten Male als Kooperationsspieler den Verein zu wechseln. Diesmal ging es Anfang August 2007 in den Nachwuchs des SK Austria Kärnten. Erst kurz zuvor war der oberösterreichische ASKÖ Pasching mit seinem Vereinssitz nach Kärnten übersiedelt und in SK Austria Kärnten umbenannt worden.
Nachdem Putsche während der Spielzeit 2006/07 noch offensiv eingestellt war und so bei 26 Jugendeinsätzen 22 Tore erzielt hatte, wurde er nach seinem Wechsel zur Austria Kärnten zum defensiven Mittelfeldspieler umfunktioniert und kam so bei 24 Einsätzen in den jeweiligen Jugendligen nur mehr zu vier Treffern. Auch in der Saison 2008/09 stand Putsche vorwiegend im Kader der U-19-Mannschaft des Vereins mit Spielbetrieb in der von Toto gesponserten U-19-Jugendliga, in der er zwischen 16 und 17 Spiele absolvierte, jedoch nie zum Torerfolg kam.

### Vereinskarriere
Bereits zur gleichen Zeit kam der junge Akteur für die zweite Kampfmannschaft des Vereins in der Kärntner Landesliga zum Einsatz und brachte es so in der Spielzeit 2008/09 auf zwei Ligaeinsätze. Sein Debüt gab er dabei am 29. März 2009, der 18. Runde der laufenden Saison, als er beim 2:0-Heimsieg über den SV Lendorf in der 79. Spielminute für den zwei Jahre älteren Manuel Kollmann eingewechselt wurde. Sein zweites Match für die Austria-Kärnten-Amateure absolvierte er in der 30. und somit letzten Runde, als er am 10. Juni 2009 bei einem 4:1-Heimsieg über die zweite Kampfmannschaft des SK St. Andräe (Anm. Die 1. Kampfmannschaft des SK St. Andräe spielt als Spielgemeinschaft mit dem Wolfsberger AC in der drittklassigen Regionalliga Mitte) über die volle Spieldauer am Platz stand.
Nach guten Leistungen bei den Amateuren in der Saison 2009/10 wurde Putsche, nachdem er bis zu diesem Zeitpunkt in 16 Landesligapartien einen Treffer erzielte, ins Bundesligateam des Vereins beordert. Bei der 0:1-Heimniederlage gegen die Kapfenberger SV kam der defensive Mittelfeldakteur in der 90. Minute für Thomas Hinum ins Spiel und gab so sein Liga- und somit Profidebüt.
In der Sommerpause vor der Saison 2010/11 unterschrieb er einen Vertrag beim Zweitligaaufsteiger WAC/St. Andrä.
Im Sommer 2016 ging Putsche nach Südafrika, wo er in der Young Bafana Soccer Academy als Jugendtrainer angestellt wurde. Er betonte aber, weiterhin als Profi aktiv sein zu wollen. Deshalb unterzeichnete er beim Erstligisten Cape Town City FC einen Zweijahresvertrag. Nach vier Saisonen bei Cape Town verließ er den Verein im Juni 2020 nach 71 Einsätzen in der Premier Soccer League.
Nach einem Jahr ohne Verein kehrte Putsche zur Saison 2021/22 nach Österreich zurück und schloss sich dem sechstklassigen ATUS Velden an. In seiner ersten Saison kam er in 28 Meisterschaftsspielen auf 17 Treffer und hatte damit großen Anteil am Meistertitel der 1. Klasse B und dem damit verbundenen Aufstieg in die fünftklassige Unterliga West. 2022/23 kam er bei 27 Ligapartien insgesamt fünf Mal zum Torerfolg, blieb mit der Mannschaft über die gesamte Saison ungeschlagen und stieg mit dem Team direkt in die nächsthöhere Kärntner Liga auf. In der Spielzeit 2023/24 brachte er es auf 27 von 30 möglich gewesenen Einsätzen, steuerte abermals fünf Treffer bei und belegte mit dem Klub aus Velden mit zwei Punkten Rückstand auf SK Treibach den zweiten Platz im Endklassement.
Nebenbei ist er als Personal Trainer in einem Injoy-Fitnesscenter, dessen Geschäftsführung er auch übernommen hatte, tätig. Von Sommer 2022 bis Sommer 2024 fungierte er auch als Co-Trainer der Kampfmannschaft des ATUS Velden und ist ebenfalls seit 2022 als Teambetreuer der Mannschaft im Einsatz.